# الکارا لی فاسی
الکارا لی فاسی (به ایتالیایی: Alcara li Fusi) یک شهرداری در ایتالیا است که در استان مسینا واقع شده‌است.

## خصوصیات
الکارا لی فاسی ۶۲٫۳ کیلومترمربع مساحت و ۲٬۳۳۹ نفر جمعیت دارد و ۴۰۰ متر بالاتر از سطح دریا واقع شده‌است.